# Pallacanestro Biella 2010-2011
Questa voce raccoglie le informazioni riguardanti la Pallacanestro Biella nelle competizioni ufficiali della stagione 2010-2011.

## Stagione
La stagione 2010-2011 della Pallacanestro Biella, sponsorizzata Angelico, è la 10ª nel massimo campionato italiano di pallacanestro.
All'inizio della nuova stagione la Lega Basket decise di modificare il regolamento riguardo al numero di giocatori stranieri da schierare contemporaneamente in campo. Si decise così di optare per la scelta della formula con 5 giocatori stranieri di cui massimo 3 non appartenenti a Paesi appartenenti alla FIBA Europe.

## Roster
| Angelico Biella 2010-11 | Angelico Biella 2010-11 |
| Giocatori               | Staff tecnico           |
| ----------------------- | ----------------------- |

| N. | Naz.                                                 | Ruolo | Nome                | Anno | Alt.   | Peso   |  |
| -- | ---------------------------------------------------- | ----- | ------------------- | ---- | ------ | ------ |  |
| 4  | Stati Uniti (bandiera)                               | G     | A.J. Slaughter      | 1987 | 191 cm | 82 kg  |  |
| 5  | Italia (bandiera)                                    | GA    | Nicola Minessi      | 1974 | 195 cm | 89 kg  |  |
| 6  | Stati Uniti (bandiera)                               | G     | Aubrey Coleman      | 1987 | 193 cm | 91 kg  |  |
| 7  | Italia (bandiera)                                    | A     | Matteo Soragna (C)  | 1975 | 198 cm | 100 kg |  |
| 9  | Italia (bandiera)                                    | G     | Riccardo Moraschini | 1991 | 191 cm | 80 kg  |  |
| 10 | Stati Uniti (bandiera) · Rep. Dominicana (bandiera)  | PG    | Édgar Sosa          | 1988 | 188 cm | 80 kg  |  |
| 13 | Italia (bandiera)                                    | AC    | Fabrizio Mariani    | 1983 | 205 cm |        |  |
| 14 | Bosnia ed Erzegovina (bandiera) · Croazia (bandiera) | C     | Goran Suton         | 1985 | 208 cm | 111 kg |  |
| 15 | Italia (bandiera)                                    | C     | Gino Cuccarolo      | 1987 | 222 cm | 125 kg |  |
| 18 | Italia (bandiera)                                    | P     | Massimo Chessa      | 1988 | 188 cm | 80 kg  |  |
| 20 | Stati Uniti (bandiera) · Italia (bandiera)           | AP    | Jeff Viggiano       | 1984 | 197 cm | 96 kg  |  |
| 22 | Stati Uniti (bandiera)                               | AG    | Marc Salyers        | 1979 | 204 cm | 105 kg |  |
| 33 | Slovenia (bandiera)                                  | AC    | Goran Jurak         | 1977 | 203 cm | 112 kg |  |
| 34 | Stati Uniti (bandiera) · Regno Unito (bandiera)      | AC    | Laurence Ekperigin  | 1988 | 202 cm | 107 kg |  |
| 45 | Italia (bandiera)                                    | PG    | Rodolfo Rombaldoni  | 1976 | 193 cm | 96 kg  |  |
| -  | Italia (bandiera)                                    | P     | Pietro Danna        | 1992 | 180 cm | 70 kg  |  |
| -  | Italia (bandiera)                                    | A     | Niccolò De Vico     | 1994 | 200 cm | 90 kg  |  |
| -  | Italia (bandiera)                                    | P     | Marco Laganà        | 1993 | 197 cm | 84 kg  |  |
| -  | Italia (bandiera)                                    | A     | Eric Lombardi       | 1993 | 200 cm | 95 kg  |  |
| -  | Svezia (bandiera)                                    | AC    | Will Magarity       | 1993 | 209 cm |        |  |

| Allenatore                                                                                                 |
| - Massimo Cancellieri                                                                                      |
| Assistente/i                                                                                               |
| - Federico Danna Legenda - (C) Capitano - (IN) Inattivo - Infortunato Roster Aggiornato al: 17 luglio 2017 |

## Mercato

### Sessione estiva
| Acquisti | Acquisti            | Acquisti             | Acquisti      | Acquisti |
| R.       | Nome                | da                   | Modalità      |          |
| -------- | ------------------- | -------------------- | ------------- | -------- |
| ALL      | Massimo Cancellieri | Veroli Basket        | definitivo    |          |
| ALL      | Federico Danna      | Free agent           | definitivo    |          |
| PG       | Édgar Sosa          | Louisville Cardinals | definitivo    |          |
| G        | A.J. Slaughter      | WKU Hilltoppers      | definitivo    |          |
| AC       | Goran Jurak         | Teramo Basket        | definitivo    |          |
| GA       | Nicola Minessi      | Treviglio            | definitivo    |          |
| AP       | Jeff Viggiano       | Olimpia Milano       | definitivo    |          |
| AG       | Marc Salyers        | Le Mans              | definitivo    |          |
| C        | Goran Suton         | Sptk. S. Pietroburgo | definitivo    |          |
| P        | Marco Laganà        | Pall. Reggiana       | definitivo    |          |
| GA       | Tommaso Raspino     | Pall. Pavia          | fine prestito |          |

| Cessioni | Cessioni        | Cessioni        | Cessioni       |
| R.       | Nome            | a               | Modalità       |
| -------- | --------------- | --------------- | -------------- |
| ALL      | Massimo Galli   | Free agent      | fine contratto |
| ALL      | Luca Bechi      | Free agent      | fine contratto |
| PG       | Joe Smith       | Pall. Reggiana  | fine contratto |
| AC       | Luca Garri      | Juvecaserta     | fine contratto |
| GA       | Pietro Aradori  | Mens Sana Siena | fine contratto |
| C        | Pervis Pasco    | Strasburgo      | fine contratto |
| P        | Carl Ona Embo   | Poitiers        | fine contratto |
| AG       | Vanja Plisnić   | Nižnij Novgorod | fine contratto |
| AC       | Kieron Achara   | Glasgow Rocks   | fine contratto |
| G        | Trey Johnson    | Bakersfield Jam | fine contratto |
| GA       | Tommaso Raspino | Pall. Trieste   | prestito       |

### Dopo l'inizio della stagione
| Acquisti | Acquisti            | Acquisti       | Acquisti   | Acquisti |
| R.       | Nome                | da             | Modalità   |          |
| -------- | ------------------- | -------------- | ---------- | -------- |
| G        | Riccardo Moraschini | Virtus Bologna | prestito   |          |
| C        | Gino Cuccarolo      | Pall. Treviso  | prestito   |          |
| PG       | Rodolfo Rombaldoni  | Free agent     | definitivo |          |
| AC       | Laurence Ekperigin  | Free agent     | definitivo |          |
| G        | Aubrey Coleman      | Austin Spurs   | definitivo |          |

| Cessioni | Cessioni           | Cessioni   | Cessioni    | Cessioni |
| R.       | Nome               | a          | Modalità    |          |
| -------- | ------------------ | ---------- | ----------- | -------- |
| PG       | Rodolfo Rombaldoni | Free agent | rescissione |          |
| C        | Goran Suton        | Free agent | rescissione |          |
| G        | A.J. Slaughter     | Free agent | rescissione |          |